# Bedřich Procházka

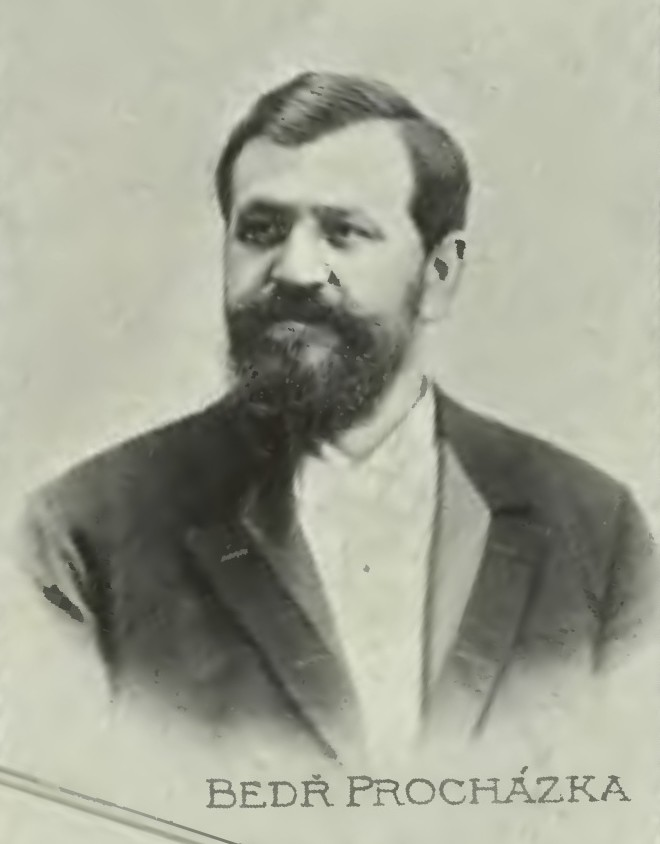
Bedřich Procházka

Bedřich Procházka (Rakovník, 4 de julho de 1855 — Praga, 3 de janeiro de 1934) foi um matemático tchecoslovaco. Recebeu um grau honorário da Universidade Técnica Checa em Praga em 1925.